# Dichapetalum mundense
Dichapetalum mundense är en tvåhjärtbladig växtart som beskrevs av Adolf Engler. Dichapetalum mundense ingår i släktet Dichapetalum och familjen Dichapetalaceae. Inga underarter finns listade i Catalogue of Life.